# Rijal Almaa
Rijal Almaa est une ville d'Arabie saoudite, située dans la province d'Asir.

## Géographie
Rijal Almaa se situe au pied de la montagne Assouda, à 60 km à l'ouest de la ville d'Abha dans la province d'Asir. Le village se situe aux confluents des routes entre le Yémen , le Levant (La Mecque et Médine) et la Mer Rouge.

## Tourisme et patrimoine
La localité est classée dans la liste du patrimoine mondial en Arabie saoudite de l'UNESCO depuis 2015. Elle obtient en 2021 le label Meilleurs villages touristiques de l'Organisation mondiale du tourisme.
L'Heritage Museum de Rijal Almaa a été fondé en 1985 par les habitants de la région en vue de créer un lieu de préservation de leur patrimoine. Le musée se situe dans le fort d'Al Elwan âgé de plus de 400 ans, la plus solide bâtisse du village. Celui-ci a été rénové, et les habitants ont effectué une collecte de donation d'objets anciens détenus par les habitants, le tout sous la supervision de l'artiste local Fatima Ali Abu Qahhas. Le musée est inauguré en 1987 par le Prince Khalid Al-Faisal, alors émir de la province d'Asir. 30.000 personnes ont visité le musée en 1997.
Plusieurs maisons de Rijal Almaa se distinguent par leur taille élevée, atteignant parfois 7 étages, et par leur construction avec de la roche locale et des pièces reluisantes de quartz blanc. Des tours de surveillance ont été bâties autour de la ville et à des emplacements permettant des points de vue maximaux sur les environs. Les murs externes des maisons sont épais comme des mini-forteresses. Les balcons sont construits avec le bois des environs.

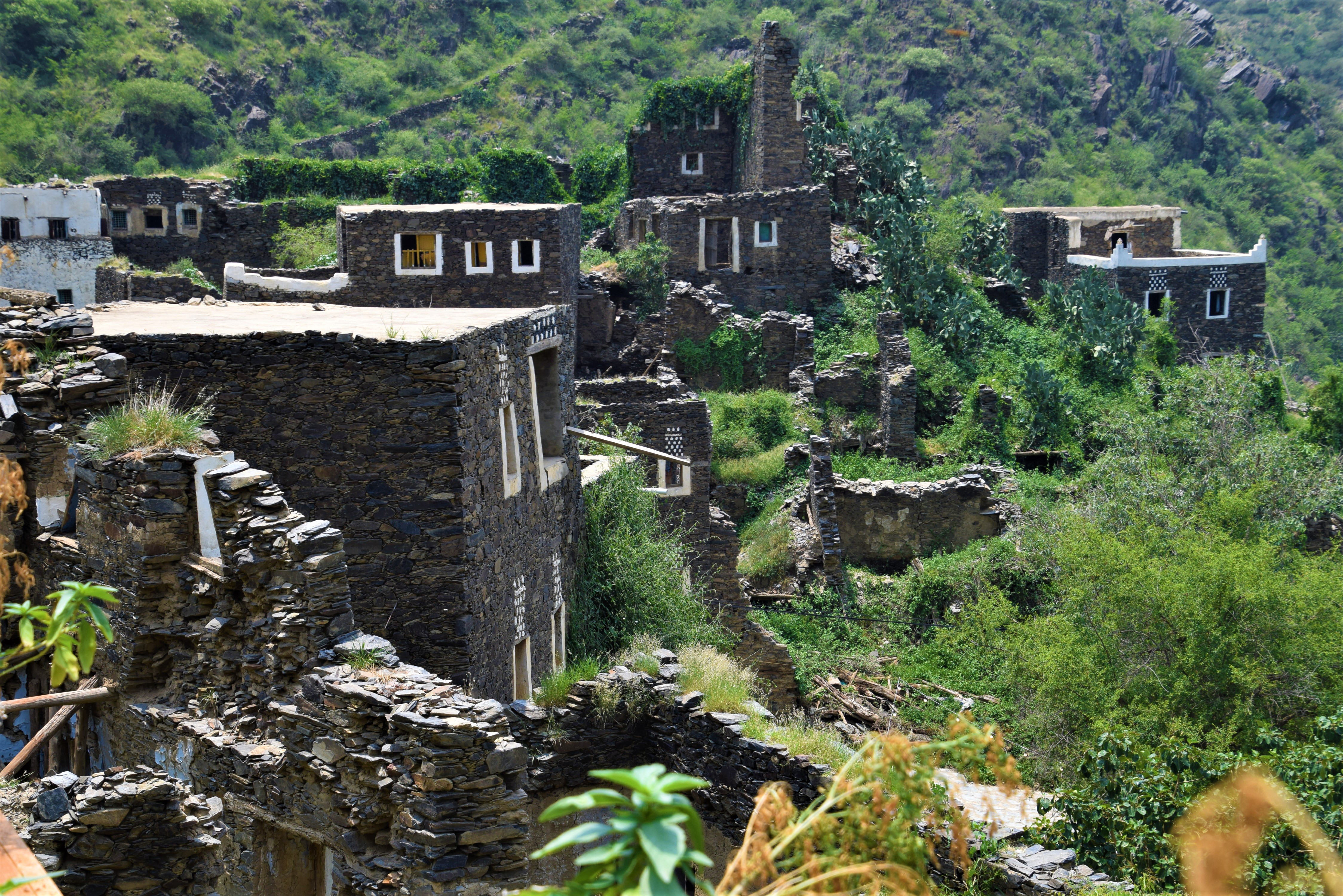

Woman painting a wall using the Asiri art of Al-Qatt
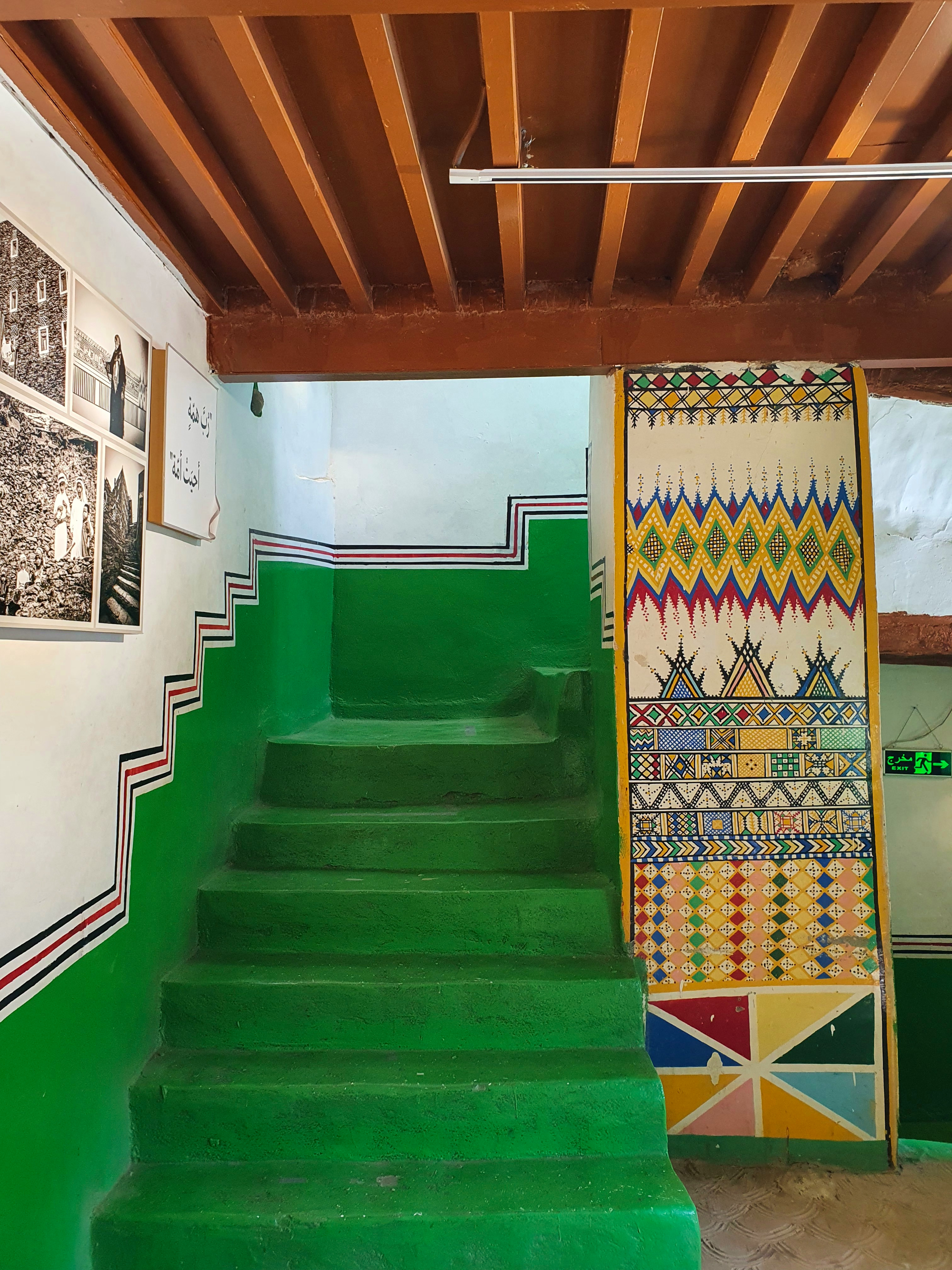

## Dialecte
Les habitants de la région parlent le dialecte de Rijal Almaa connu de 100.000 personnes en Arabie saoudite (2009), mais dont l'usage diminue rapidement.